# Józef Mateusz Birnbaum
Józef Mateusz (Joel Mojżesz) Birnbaum (ur. 1798 w Warszawie, zm. 15 sierpnia 1831 tamże) – polski Żyd, policjant warszawski.

## Życiorys
Syn warszawskiego szynkarza. Od 9 roku życia uczęszczał do szkoły, po roku został jednak wysłany do wuja, mieszkającego w guberni chersońskiej. Po powrocie do Warszawy założył skład win na Nowym Świecie. 
W 1813 roku podjął współpracę z policją, śledził m.in. rosyjskich dezerterów i używany był do śledzenia defraudacji tabaki i tytoniu. W 1820 roku został przyjęty do wydziału śledczego policji miejskiej w Warszawie. Śledząc krajowe defraudacje dopuszczał się wielu nadużyć, terroryzując kupców żydowskich. Na własną rękę prowadził dochodzenie, dokonywał nielegalnych rewizji oraz znęcał się nad aresztowanymi. Często faktycznych przestępców wypuszczał po przywłaszczeniu sobie ich łupu, niewinnych więźniów przetrzymywał natomiast dalej w więzieniu. Robił to za zgodą Mateusza Lubowidzkiego.
Cieszył się zaufaniem gen. Aleksandra Rożnieckiego. Od 1813 roku był także funkcjonariuszem tajnej policji i agentem pracującym dla Konstantego van der Noota. Odpowiedzialny był za tropienie organizacji zakładanych przez uczniów i studentów. Na polecenie wielkiego księcia Konstantego infiltrował środowiska studenckie w Czechach i Niemczech oraz w Polsce.
Już w czasie służby w 1824 zmienił wyznanie i przyjął chrzest. W lipcu 1824 roku został aresztowany i oddany pod sąd. Sprawa jego licząca 105 woluminów akt ciągnęła się z powodu jego możnych protektorów. Do sierpnia 1826 roku proces toczył się przed trybunałem kryminalnym województwa mazowieckiego, a następnie przed sądem apelacyjnym. W kwietniu 1830 roku został skazany na 10 lat ciężkiego więzienia, a jego dobytek sprzedano na publicznej licytacji.
W czasie powstania listopadowego, podczas nocy sierpniowej w 1831 roku, zrewoltowany tłum mieszkańców Warszawy wywlókł go z więzienia i powiesił na latarni.